# Theta Trianguli Australis

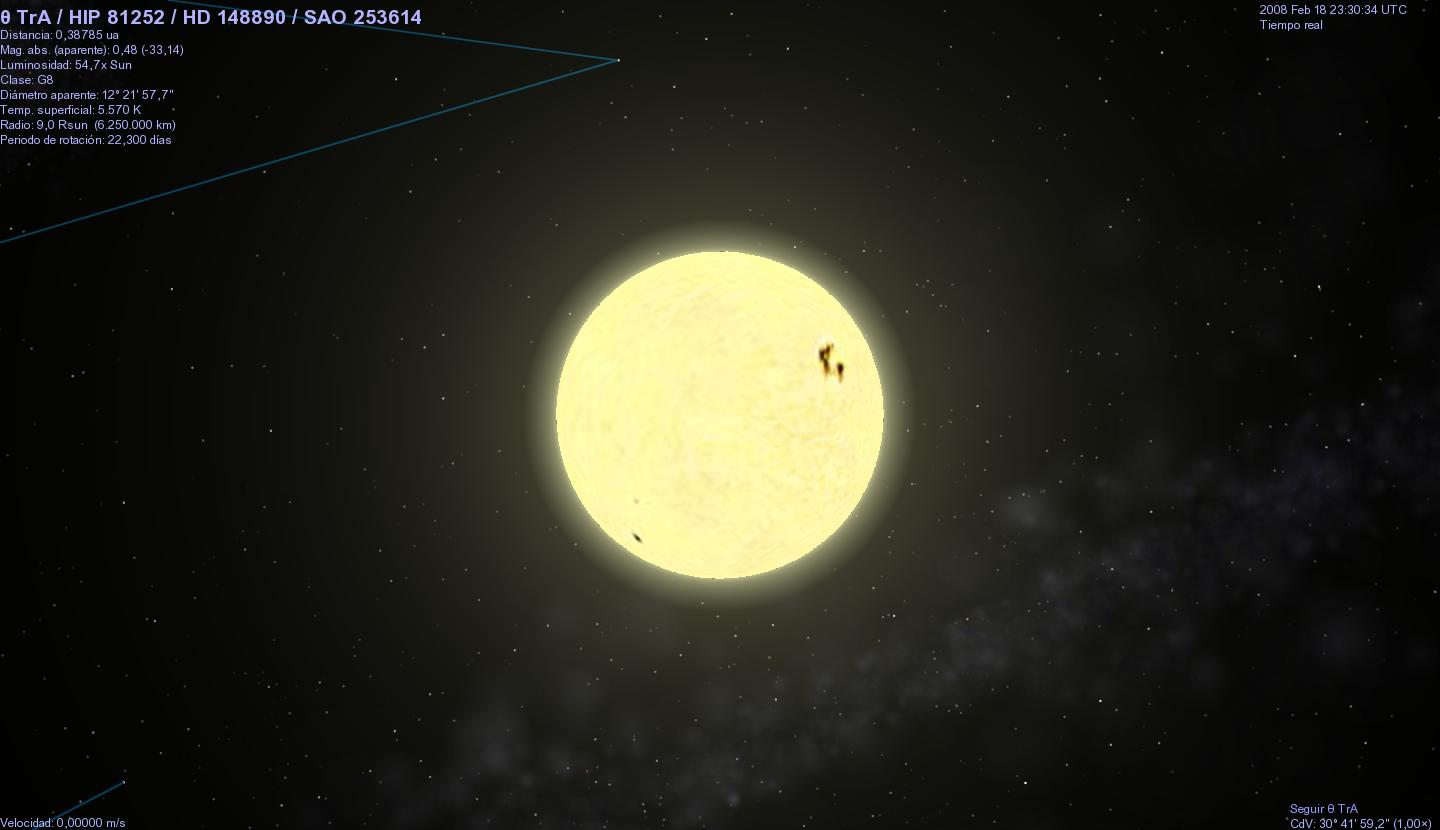
Imagen de celestia, de la estrella Theta Trianguli Australis.

Theta Trianguli Australis es una estrella ubicada en la constelación de Triangulum Australe y es una estrella gigante del tipo-G y es de clase espectral G8. θ Trianguli Australis tiene una temperatura superficial de 5570 K y una luminosidad 54,7 veces la del Sol.
- Datos: Q3303888